# Ann Romney

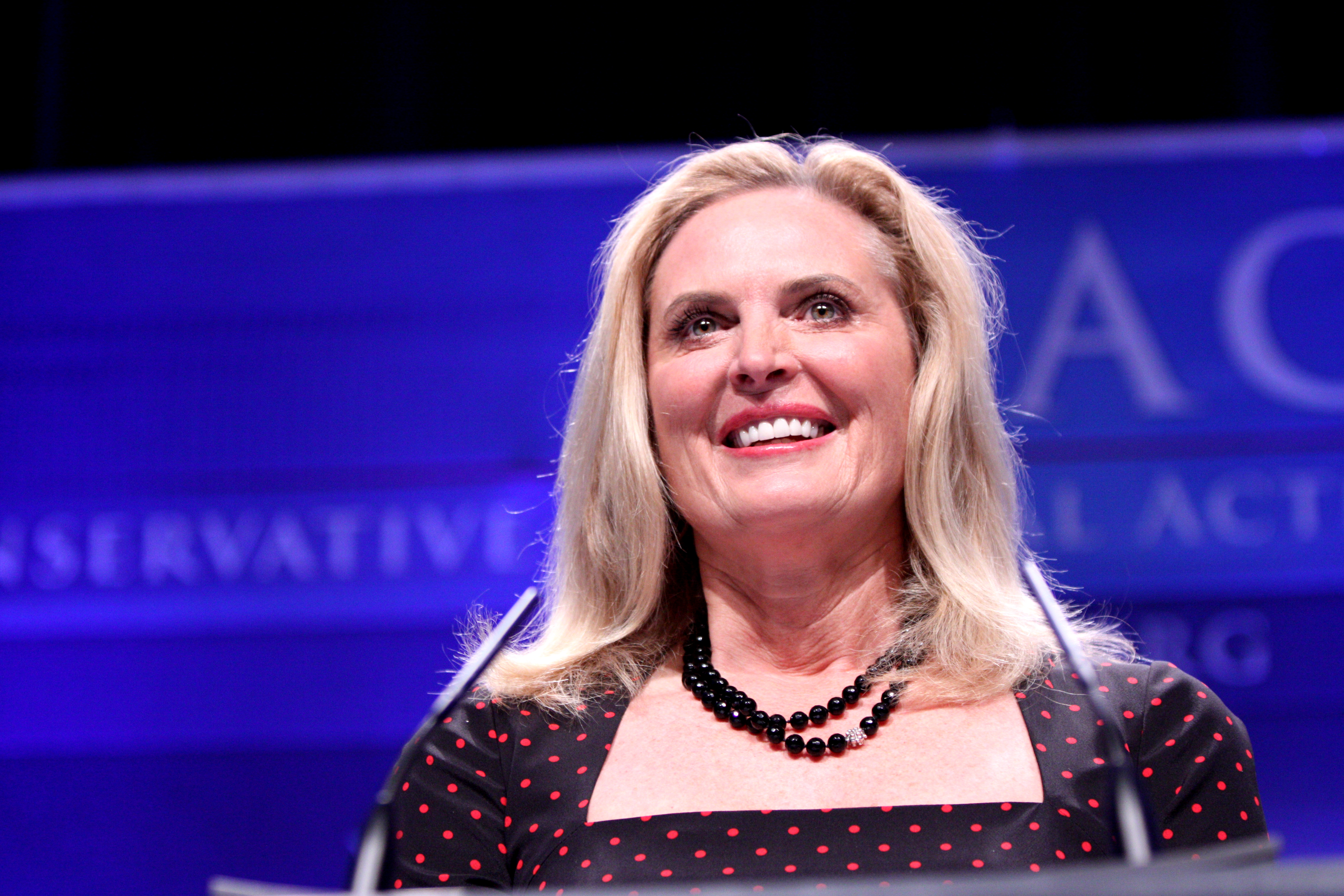
Ann Romney (2011)

Ann Romney (* 16. April 1949 als Ann Lois Davies in Detroit) ist eine US-amerikanische Autorin und die Ehefrau des Politikers Mitt Romney.

## Biografie
Ann Louis Davies besuchte die Grundschule zusammen mit Mitt Romney. Später ging sie auf eine speziell für Mädchen eingerichtete Schule im Vorort Bloomfield Hills. Ihr Vater war der wohlhabende Bürgermeister von Bloomfield Hills, der ein Industrieunternehmen führte. Als ihr späterer Ehepartner Mitt Romney als Missionar tätig wurde, trat sie gegen den Willen ihres Vaters zum mormonischen Glauben über. Im Frühjahr 1969 heirateten Ann und Mitt. Daraufhin unterbrach sie ihr Studium an der Brigham Young University und widmete sich der Familie. Das Ehepaar Romney hat fünf Söhne.
Ende der 1990er Jahre erkrankte sie an Multiple Sklerose; sie leidet zudem seit 2007 an Brustkrebs. Sie berichtet über ihre Erkrankung an Multipler Sklerose in der Autobiografie In This Together: My Story. Seit der Präsidentschaftswahl 2012 beschäftigt sie sich mit Politik.

## Publikationen
- In This Together: My Story. Thomas Dunne Books, 2011, ISBN 978-1-250-08397-5.
- The Romney Family Table: Sharing Home-Cooked Recipes and Favorite Traditions. Shadow Mountain, 2013, ISBN 978-1-60907-676-4.